# فرودگاه اسکای‌هیون (نیوهمپشایر)
فرودگاه اسکای‌هیون (نیوهمپشایر) (به انگلیسی: Skyhaven Airport (New Hampshire)) یک فرودگاه همگانی بهره‌برداری هوایی است که یک باند فرود آسفالت دارد و طول باند آن ۱۲۲۰ متر است. این فرودگاه در کشور ایالات متحده آمریکا قرار دارد و در ارتفاع ۹۸ متری از سطح دریا واقع شده است.